# 동맹시 전쟁
동맹시 전쟁(同盟市 戰爭)은 기원전 91년부터 기원전 88년까지 로마와 이탈리아의 로마의 동맹 도시 사이에 벌어진 전쟁을 말한다.

## 배경
기원전 4세기와 기원전 3세기경 이탈리아를 통일한 로마는 이탈리아의 주변 도시들과 동맹을 맺고 있었는데 자발적인 동맹이냐 전쟁으로 인한 동맹이냐에 따라 차별적인 동맹 규약을 맺고 있었다. 명목상으로 이들 도시는 독립적인 자치도시였으나 실제로는 로마에 예속되어 상납금과 병력을 제공해야 했고 로마는 도시의 내정에는 간섭하지 않았지만 상호간의 외교문제에 개입하며 이들을 억압했다.
세 차례에 걸친 포에니 전쟁과 일련의 전쟁으로 지중해의 패권을 차지하는 과정에서 이들 도시들은 로마 군단의 절반 이상을 병력으로 제공하며 로마가 지중해의 패권을 잡는 데 도움을 주었으나 로마는 부와 권리를 이들 도시에게 나누어주길 거부했고 기원전 2세기에 이르러 그라쿠스 형제와 같은 개혁가들이 로마 시민권을 이들 도시의 주민에게 확대해야 한다고 주장할 때마다 원로원등 보수적인 기득권층은 강하게 반발했다.

## 전쟁
동맹시 전쟁은 그동안 이탈리아 동맹도시들의 불만이 한꺼번에 터져나오는 것이었다. 특히 한니발 전쟁 당시 한니발의 회유에도 절대로 로마에 반기를 들지 않던 동맹도시들이 반란을 일으킨 것은 로마 국내정치에서 벌어진 한 사건이 계기가 되었다.
기원전 91년 호민관 마르쿠스 리비우스 드루수스는 로마 시민권을 전 이탈리아에 확대하는 법안을 제출하였는데 이는 기득권 귀족은 물론 로마 시민권이 있는 무산자의 엄청난 반대에 부딪혔고 결국 드루수스는 살해당했다. 이것이 로마 동맹시들의 반란의 불을 당겼고 반란은 급속도로 퍼져나갔다. 피첸토족, 베스티노족, 마루키노족, 파엘리노족, 마르시족, 프렌타노족등 8개 부족이 처음 반란을 시작하고 독자적인 수도를 정하고 정부를 만들었다. 나라이름은 "이탈리아"로 정하고 화폐도 만들었다.

## 진행과 결과
기원전 90년 로마는 집정관 루푸스가 북부 전선을 맡고 루키우스 율리우스 카이사르가 남부 전선을 맡기로 했다. 신생 이탈리아는 모든 면에서 로마와 같은 군사 편제와 전술을 구사하여 로마를 괴롭혔다. 사실 로마가 치른 거의 모든 전쟁에 이들 동맹시도 참전했으니 모든 면에서 로마와 같은 전쟁을 치르는 것은 당연한 것이었다. 전쟁 초반 로마는 집정관 루푸스가 전사할 만큼 고전을 면치 못했다. 그러나 차츰 남부 전선에서의 술라의 활약등에 힘입어 전쟁의 주도권을 쥐게 되었다. 기원전 90년 말 휴전기에 집정관 루키우스 카이사르는 로마 시민권의 전면적 확대를 정한 법을 제출하고 민회는 이를 가결함으로써 동맹시 전쟁은 사그라지게 되었다.
이듬해와 그 다음해까지도 남부 전선에는 전투가 계속되었으나 로마 시민권의 확대로 명분을 잃게 된 반란군은 로마의 편으로 돌아섰다. 이로써 로마는 이탈리아 반도 전체의 동맹부족과 도시들에 로마와 동일한 권리와 의무를 부여하고 진정한 반도 통일을 이루게 되었다.